# یوکی اوچیدا
یوکی اوچیدا (انگلیسی: Yuki Uchida؛ زادهٔ ۱۶ نوامبر ۱۹۷۵) یک هنرپیشه، و خواننده اهل ژاپن است.